# 시노야마 기신
시노야마 기신(일본어: 篠山紀信, 1940년 12월 3일~2024년 1월 4일)는 일본의 사진가이다.

## 주요 작품
- 산타페(미야자와 리에, 1991)